# ニール・オートレイ
ニール・オートレイ（Neil Oatley 、1954年6月12日 - ）は、F1のマクラーレンチームのデザイン開発部門の責任者である。

## 経歴
イングランド・レスター州のラフバラー大学で自動車工学を専攻し、1976年に卒業。卒業後、モータースポーツ以外の仕事をしばらくした後、1977年にウィリアムズチームに加入した。
ウィリアムズにおいて、多くの若手エンジニアの内の1人として、パトリック・ヘッドやフランク・ダーニーらと働き、後にクレイ・レガッツォーニ、カルロス・ロイテマン、ジャック・ラフィット、タイトルを獲得したアラン・ジョーンズ、ケケ・ロズベルグのレースエンジニアとなった。
1984年にカール・ハース（en:Carl Haas）によるチーム・ハースのF1参戦計画に共同チーフデザイナーとして関わったが、結果としてこの仕事は報われることはなく、チームは1986年をもってF1から撤退した。
1987年からマクラーレンに加入し、ジョン・バーナードのデザイン事務所で短期間働いたが、ほどなく、バーナードにかわってゴードン・マレーがデザイン部門のチーフとなったため、オートレイはマレーの下で補佐をするようになった。
マクラーレンが1988年に使用したMP4/4は、シーズン全16戦中15勝という成果をあげた。マレーがマクラーレンのロードカー部門に移ったため、オートレイはF1部門のチーフデザイナーに就任し、自身が設計したMP4/5とMP4/6で1989年から1991年までタイトルを獲得したが、徐々にシャシーの戦闘力はウイリアムズなどのライバルに対して相対的に劣るようになり、マクラーレンは長い低迷期に入った。
その後、1997年にエイドリアン・ニューウェイが加入するなど、マクラーレンの技術部門のトップは変更されてきたが、オートレイは2002年にマイク・コフランにその座を譲るまで一貫してチーフデザイナーの要職を務めた。
ニューウェイやコフランがチームを離れてからも、オートレイは開発部門の要職で働いている。2011年にパディ・ロウがテクニカルディレクターに昇格し、オートレイはデザイン・開発プログラムのディレクター (Director of Design and Development Programmes) に就任した。